# Москва (авіакомпанія)
ВАТ «Авіакомпанія Москва» — колишня російська авіакомпанія (існувала до 2011 року), що базувалася в аеропорту Внуково в Москві. До жовтня 2010 року носила назву «Атлант-Союз».
Відкрите акціонерне товариство «Авіаційна компанія „Атлант-Союз“» створено в Москві 8 червня 1993 року. З 1999 року було офіційним перевізником уряду Москви.
Планувалося, що на базі «Атлант-Союзу» шляхом об'єднання з авіакомпаніями ГТК «Росія», «Оренбурзькі авіалінії», «Кавмінводиавіа», «Владивосток Авіа», «Дальавіа», «Сахалінські авіатраси» і компаніями збанкрутілого авіаційного альянсу AirUnion («Сибавіатранс», «Красейр», «Домодєдовські авіалінії» і «Самара») буде створена велика авіакомпанія з державною участю під управлінням держкорпорації «Ростехнології». З вересня 2008 року «Атлант-Союз» приступив до польотів на тих маршрутах, з яких пішли розорені компанії AirUnion, однак на початку 2010 року від проекту по створенню об'єднаної авіакомпанії відмовилися.
Очікувалося, що в липні 2010 року буде проведений ребрендинг компанії з новою назвою «Москва Авіакомпанія», однак у підсумку про перейменування було оголошено тільки в жовтні 2010 року. З січня 2011 року перейшла під управління авіакомпанії «Ютейр». 18 січня 2011 року авіакомпанія припинила виконання польотів.

## Власники і керівництво
51% акцій компанії належали уряду Москви, решту % — приватним акціонерам (за даними газети «Ведомости», основний приватний акціонер авіакомпанії — Віктор Григор'єв, генеральний директор Вертолітного сервісної компанії).
З 27 грудня 2010 року генеральний директор компанії — представник авіакомпанії UTair Андрій Борисович Манвелідзе .

## Маршрути
Спочатку авіакомпанія створювалася як вантажний перевізник. Однак у 2008 р. «Атлант-Союз» відмовився від вантажних перевезень, насамперед з причини низької рентабельності і відсутності економічно ефективного парку. Чартерна модель протягом багатьох років була основною, але її проблеми — висока конкуренція на ринку, низькі ставки доходу і сезонність. До того ж чартерні перевезення економічно найбільш ризиковані. Тому з початку кризи 2008-2009 рр. саме в цьому сегменті стався головний обвал.
Регулярні перевезення у «Атлант-Союз» з'явилися недавно[коли?].
Авіакомпанія здійснювала регулярні та чартерні пасажирські, і вантажні перевезення по Росії, а також в Австрію, Азербайджан, Бельгію, Єгипет, Італію, Іспанію, Туреччину, Латвію, Чехію, Болгарію, Білорусь, Узбекистан та Україну.
У 2009 році авіакомпанія почала виконання регулярних міжнародних рейсів в Гянджу, Самарканд, Бухару, Фергану, Брест і Гродно. З 2010 року «Атлант-Союз» літає в Анапу, Геленджик, Сімферополь, Нахічевань (Азербайджан).

## Діяльність
У 2007 році авіакомпанія перевезла 1,67 млн пасажирів (8-е місце серед російських авіаперевізників) і 10 041 т вантажів. Авіакомпанія спеціалізується на чартерних перевезеннях, частка регулярних рейсів становить всього 2%. Виручка компанії в 2007 році склала 5,57 млрд руб. (у 2006 році — 4,08 млрд руб.), чистий збиток — 446,3 млн. рублів (у 2006 році — чистий збиток 246,144 млн руб.)
Обсяг перевезених пасажирів у 2008 році склав більше 1,4 млн осіб.
У 2009 році «Атлант-Союз» перевіз 863 тис. пасажирів (зробивши 5,5 тис. рейсів), що на 560 тис. пасажирів менше, ніж у 2008 році. З такими показниками «Атлант-Союз» став третьою за кількістю перевезених пасажирів авіакомпанією аеропорту «Внуково», поступившись займане в 2008 році друге місце авіакомпанії «Скай Експрес». Перше місце в рейтингу перевізників аеропорту «Внуково» в 2009 році зайняла авіакомпанія «Ютейр».
У 2009 році „Атлант-Союз“ перевіз 41% міжнародного чартерного пасажиропотоку аеропорту „Внуково“ і 29% пасажиропотоку на регулярних міжнародних авіалініях аеропорту.».
За 6 місяців 2010 р. авіакомпанія збільшила кількість перевезених пасажирів порівняно з аналогічним періодом 2009 р. на 29 %. Обсяги перевезень на регулярних рейсах «Атлант-Союз» збільшилися на 50%, на чартерних зростання склало 16%.
Збільшення пасажиропотоку пов'язано з відкриттям нових регулярних напрямків польотів, а також розширення географії польотів чартерних рейсів. Крім того, за рахунок надходження нових повітряних суден значно збільшені ємності і частоти виконання рейсів на вже наявних напрямках.
Загальна чисельність персоналу — понад 900 осіб.
Оборот авіакомпанії становив близько 8 млрд руб. на рік, а загальний борг на кінець 2009-го — 14 млрд рублів.

## Флот
- Boeing 737-800: 6

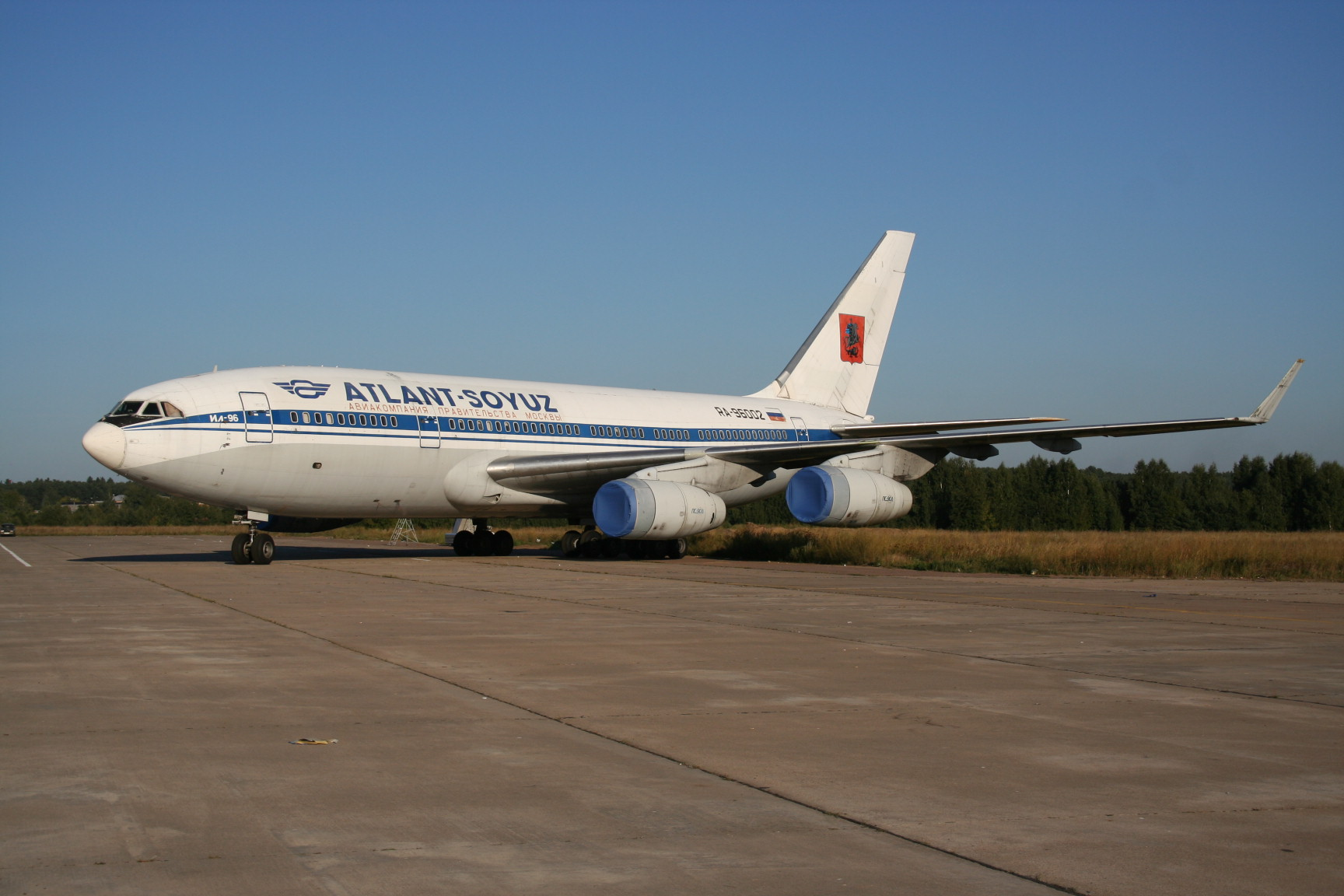
Іл-96-300 авіакомпанії " Атлант-Союз (в даний час експлуатується в ОКБ Ільюшина)

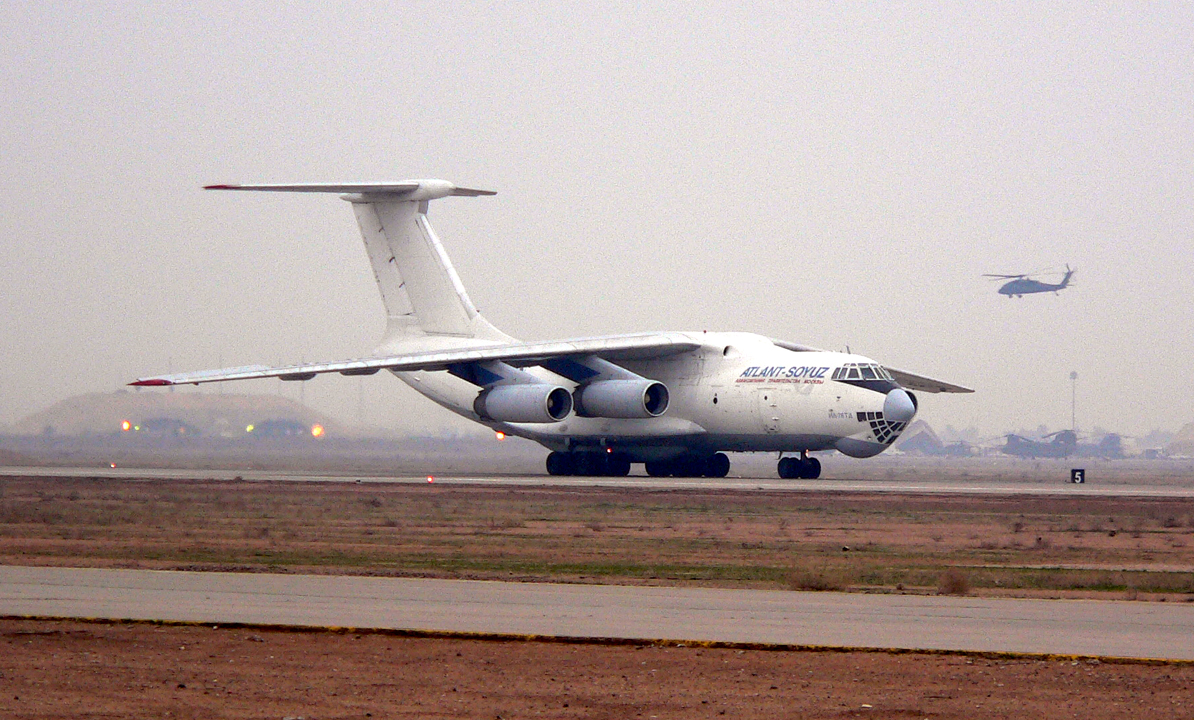
Іл-76 авіакомпанії " Атлант-Союз

П'ять літаків випущені в 2002 році і раніше експлуатувалися ірландським лоукостером Ryanair — VQ-BDU, VQ-BDV, VQ-BBR, VQ-BBS, VQ-BCH. Ще одне судно 2000 року виробництва — VP-BMI — експлуатувалося в парках авіакомпаній XL Airways (Excel Airways), Miami International Air і Sabre Airways. У 2011-2012 рр. авіакомпанія планувала отримати ще чотири літаки Boeing 737-800.
- Boeing 737-300: 3
- Embraer 120: 4
- Ту-154М: 2 (включаючи один VIP-компонування)
- Іл-86: 5

У 2011-2013 роках очікується поставка новітньої вітчизняної авіатехніки: 30 літаків сімейства Ан-148 і 15 машин Ту-204СМ. У 2010 році на авіасалоні Фарнборо «Атлант-Союз» замовив 10 літаків Ан-158.